# 格尔德·韦西希
格尔德·韦西希（德語：Gerd Wessig，1959年7月16日—），德国男子田径运动员，主攻跳高。他曾代表东德参加1980年夏季奥林匹克运动会田径比赛，获得男子跳高金牌。